# Martsviol
Martsviol (Viola odorata) er en 5-15 cm høj urt, der vokser langs hegn og grøftekanter. Blomsterne dufter kraftigt af viol.

## Beskrivelse
Martsviol er en lav plante med bladene i roset og med lange overjordiske udløbere. Bortset fra bladstilken og bladenes underside, er planten næsten hårløs. Bladrosetten består af runde, hjerteformede blade med rundtakket rand. Under- og overside er ensfarvet mørkegrønne. Bladstilken og bladenes underside er korthårede.
Planten bærer blomster i to sæsoner: dels i det tidlige forår, og dels sidst i september. Tidligt på foråret (dog sjældent i marts!) ses de dybt violette blomster, som er bygget lige som stedmoderblomsten. Dog har griflen en karakteristisk nedadbøjet spids. Disse blomster bestøves af insekter. De sene blomster åbner sig ikke og er lugtløse og selvbestøvende (kleistogami). Frøene har et lille fedtvedhæng, som gør, at de bliver spredt af myrer.
Rodnettet består af trævlede rødder fra en højtliggende, vandret jordstængel. Også på de overjordiske udløbere dannes der rødder.
Højde x bredde og årlig tilvækst: 0,15 x 0,5 m (15 x 15 cm/år), heri ikke medregnet udløberne.

## Voksested
Martsviol hører hjemme i skovbunden under hegn, grøftekanter, krat og skovbryn på god bund i Vesteuropa. Planten er naturaliseret og almindelig de fleste steder i Danmark.
Den findes i plantesamfund sammen med bl.a. alm. guldstjerne, hulkravet kodriver, hvid og gul anemone, hulrodet lærkespore, ramsløg, skovjordbær, skovløg, skovmærke og skovstar.
| Portal | Portal:Botanik |